# Малък барал
Малък барал (Pseudois schaeferi) е вид бозайник от семейство Кухороги (Bovidae). Видът е застрашен от изчезване.

## Разпространение и местообитание
Разпространен е в Китай.